# Ports de muntanya de Catalunya
En aquesta llista es fa una recopilació dels ports de muntanya de cada una de les províncies de Catalunya. La llista informa de l'altura del port, el desnivell acumulat, la vessant del coll, la longitud, el pendent mitjà i màxim, el coeficient de dificultat i la categoria del port. També hi ha una secció de ports sense asfaltar amb la mateixa informació. Al final de tot hi ha una llista dels 10 ports de més dificultat de Catalunya,

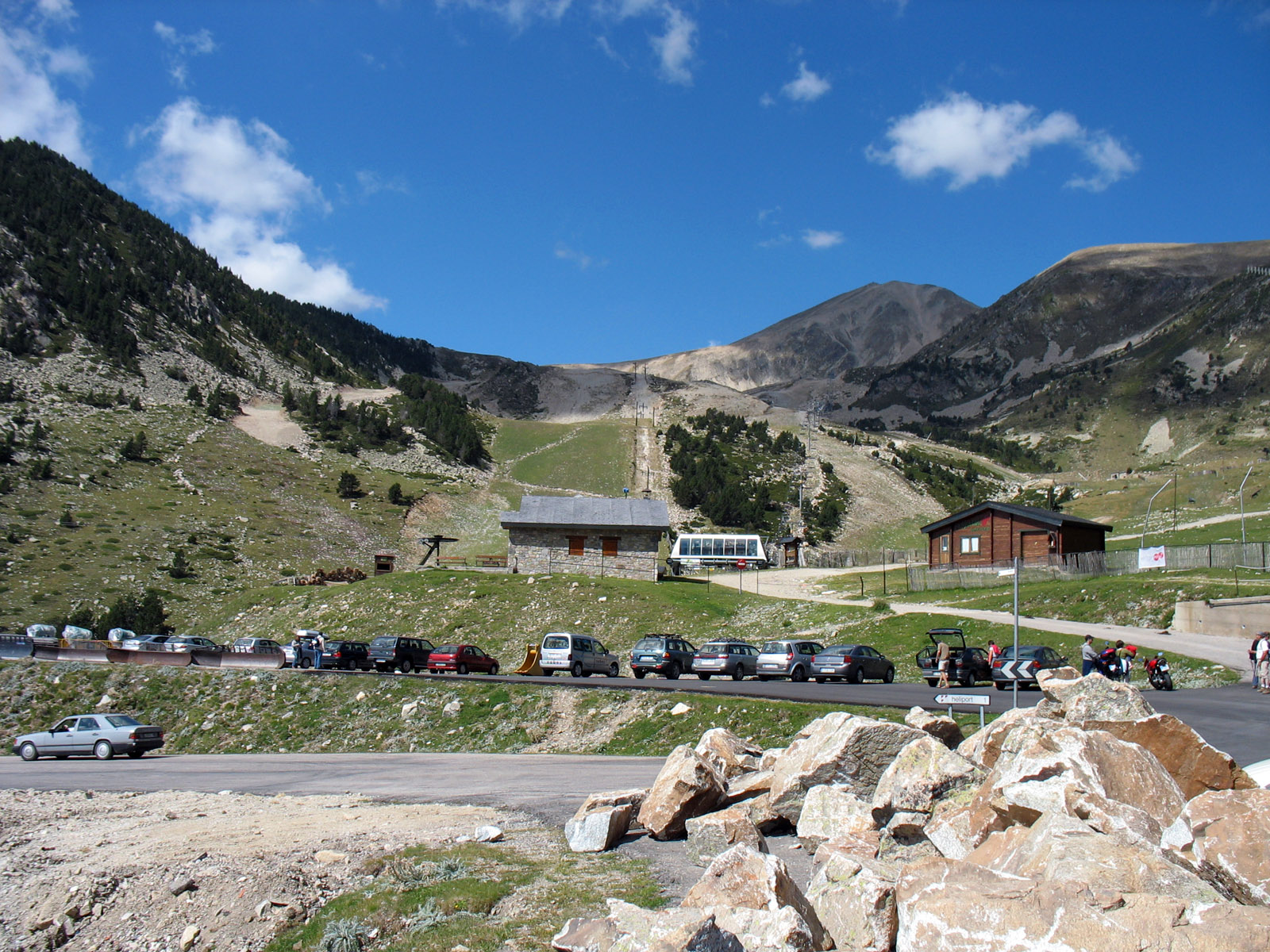
Un dels ports més coneguts de Catalunya, Vallter 2000

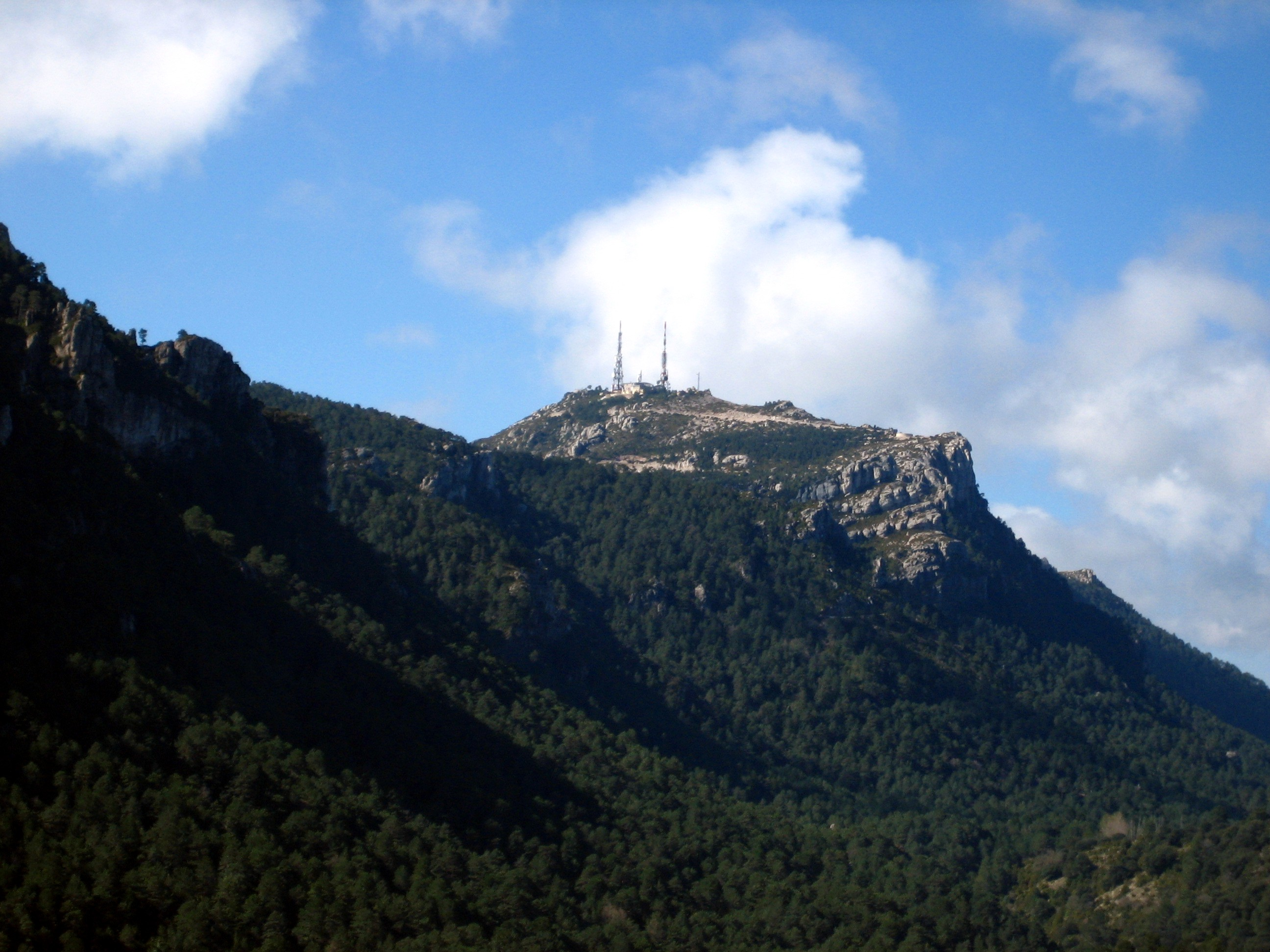
El port més dur de Tarragona, Mont Caro

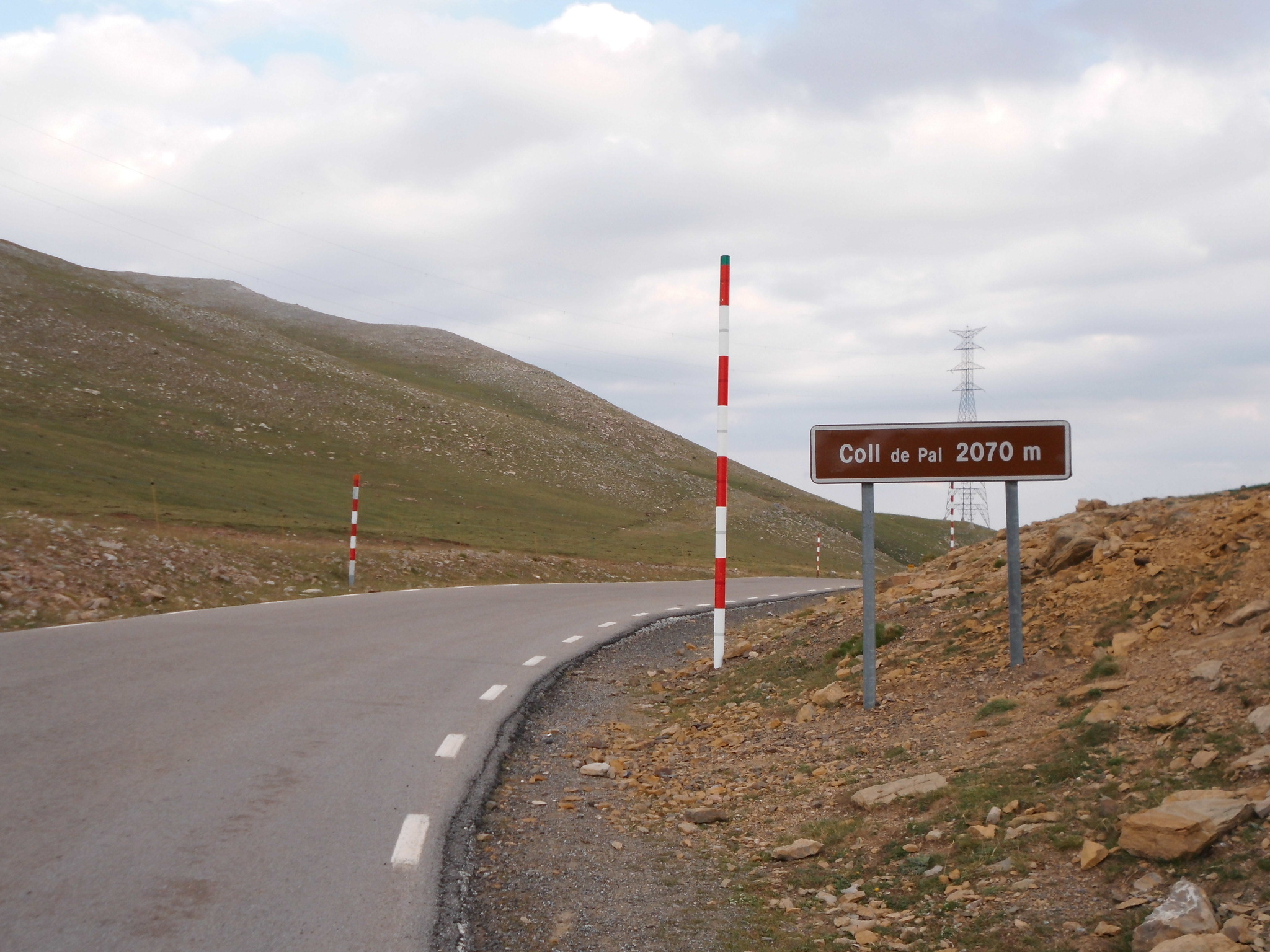
Un dels colls més alts de Catalunya, el Coll de Pal

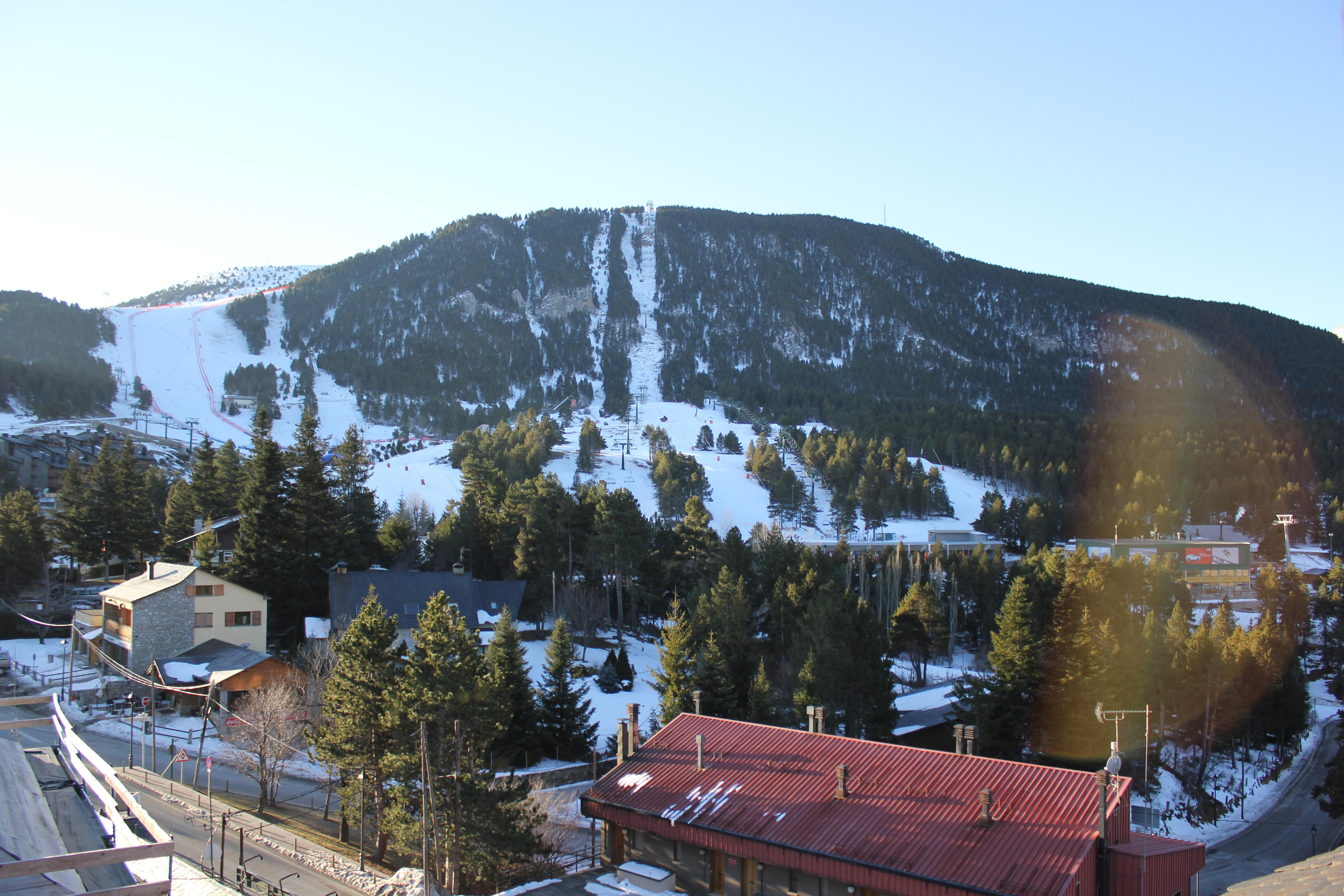
Un altre port conegut, La Molina

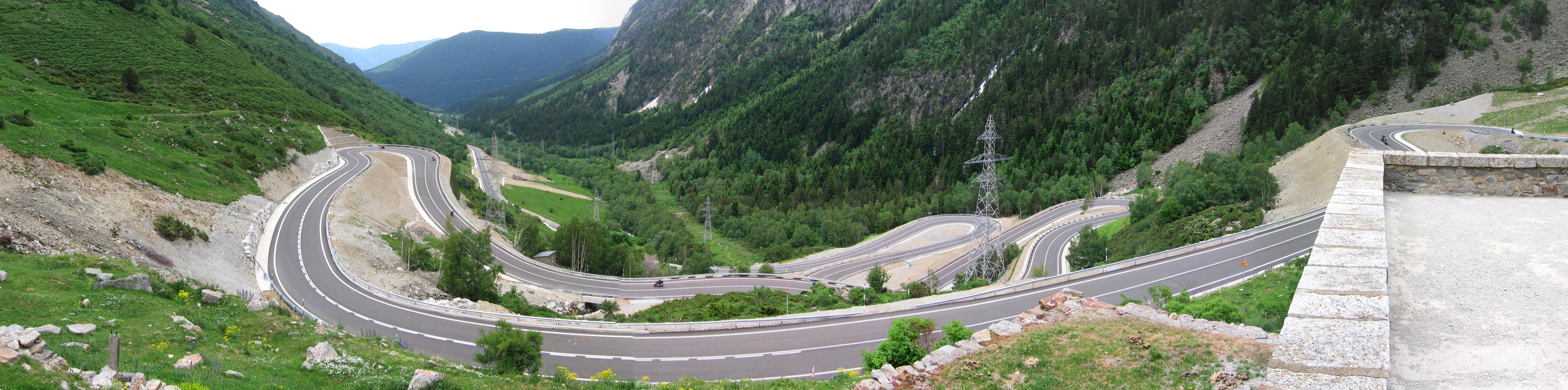
El port de la Bonaigua, carretera que connecta Sort amb la Vall d'Aran, arribant fins als 2.077 metres d'altura

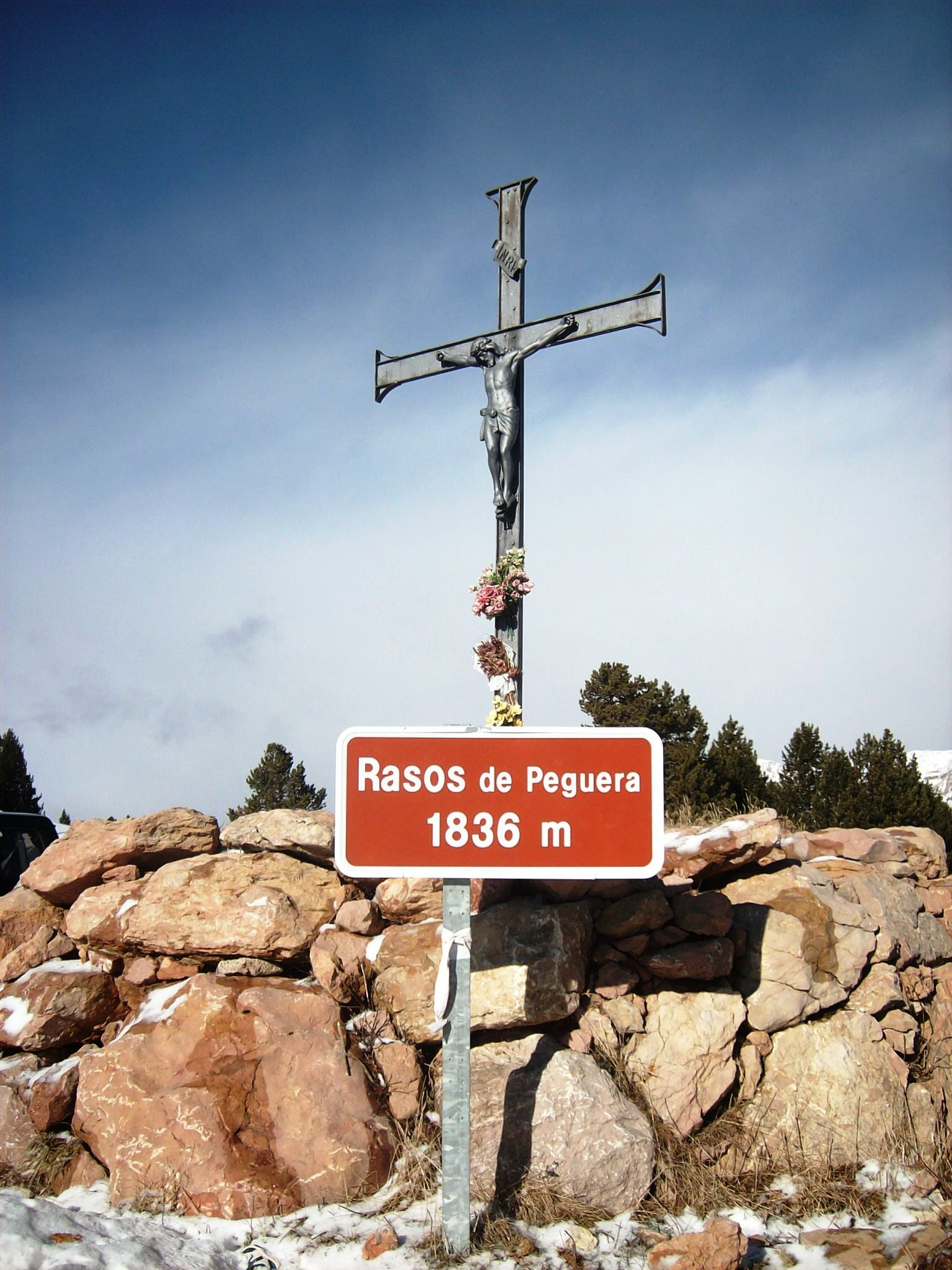
Varis ports de muntanya acaben a les bases de les estacions d'esquí, doncs necessiten un bon accés amb carretera i molta altitud per a tenir bona neu

A tenir en compte:
| Categoria | Coeficient |
| --------- | ---------- |
| No puntua | <15        |
| 4a        | 15-29      |
| 3a        | 30-59      |
| 2a        | 60-119     |
| 1a        | 120-239    |
| HC        | >239       |

## Província de Barcelona
| Província de Barcelona                        | Província de Barcelona                    | Província de Barcelona | Província de Barcelona | Província de Barcelona | Província de Barcelona | Província de Barcelona | Província de Barcelona | Província de Barcelona | Província de Barcelona                                 |
| Nom del port                                  | Vessant                                   | Altura                 | Desnivell              | Longitud               | %màx                   | %mig                   | Coeficient             | Categoria              | Observacions                                           |
| --------------------------------------------- | ----------------------------------------- | ---------------------- | ---------------------- | ---------------------- | ---------------------- | ---------------------- | ---------------------- | ---------------------- | ------------------------------------------------------ |
| Alt de Calders                                | Artés                                     | 539 m                  | 225 m                  | 4,9 km                 | 8%                     | 4,6%                   | 31                     | 3                      | [ 1 ]                                                  |
| Alt de Granera                                | Oest                                      | 770 m                  | 194 m                  | 3,2 km                 | 18%                    | 6,1%                   | 37                     | 3                      | [ 2 ]                                                  |
| Alt de La Conreria                            | Sant Fost de Campsentelles                | 312 m                  | 251 m                  | 6,2 km                 | 9%                     | 4,1%                   | 34                     | 3                      | [ 3 ]                                                  |
| Alt de la Creu d'Aragall                      | Gelida                                    | 537 m                  | 419 m                  | 6,8 km                 | 13%                    | 6,2%                   | 74                     | 2                      | [ 4 ]                                                  |
| Alt de la Creu d'Aragall                      | La Palma de Cervelló                      | 537 m                  | 463 m                  | 12,1 km                | 10%                    | 3,8%                   | 78                     | 2                      | [ 5 ]                                                  |
| Alt de la Trona                               | St.Hipòlit de Voltregà                    | 875 m                  | 411 m                  | 12,6 km                | 11%                    | 3,3%                   | 68                     | 2                      | [ 6 ]                                                  |
| Alt de Samalús                                | La Garriga                                | 443 m                  | 181 m                  | 6,4 km                 | 8%                     | 2,8%                   | 28                     | 4                      | [ 7 ]                                                  |
| Alt de Sant Feliu de Codines                  | Bigues i Riells                           | 462 m                  | 217 m                  | 5 km                   | 7%                     | 4,3%                   | 29                     | 4                      | [ 8 ]                                                  |
| Alt del Tibidabo (Carretera de l'Arrabassada) | Barcelona                                 | 508 m                  | 348 m                  | 7 km                   | 9%                     | 4,9%                   | 54                     | 3                      | [ 9 ]                                                  |
| Alt del Tibidabo (Carretera de l'Arrabassada) | Sant Cugat del Vallès                     | 508 m                  | 386 m                  | 8,7 km                 | 9%                     | 4,4%                   | 59                     | 3                      | [ 10 ]                                                 |
| Alt del Tibidabo (Per Vallvidrera)            | Barcelona                                 | 508 m                  | 361 m                  | 5,8 km                 | 17%                    | 6,2%                   | 72                     | 2                      | [ 11 ]                                                 |
| Alt Font de la cera                           | El Masnou                                 | 289 m                  | 284 m                  | 5,7 km                 | 10%                    | 5,0%                   | 44                     | 3                      | [ 12 ]                                                 |
| Alt Font de la cera                           | Vilanova del Vallès                       | 289 m                  | 182 m                  | 5,2 km                 | 9%                     | 3,5%                   | 31                     | 3                      | [ 13 ]                                                 |
| Ascens al Castell de Montjuïc                 | Barcelona                                 | 176 m                  | 169 m                  | 3,2 km                 | 12%                    | 5,4%                   | 31                     | 3                      | La Volta a Catalunya el considera port de 2a categoria |
| Castell de l'Areny                            | Vilada                                    | 955 m                  | 267 m                  | 5.7 km                 | 14%                    | 4,7%                   | 48                     | 3                      | [ 15 ]                                                 |
| Can Bordoi                                    | Llinars del Vallés                        | 344 m                  | 156 m                  | 2,4 km                 | 13%                    | 6,5%                   | 29                     | 4                      | [ 16 ]                                                 |
| Coll d´Estenalles                             | Terrassa                                  | 870 m                  | 553 m                  | 14,4 km                | 10%                    | 3,8%                   | 75                     | 2                      | Es pot continuar fins al Coll d'Eres                   |
| Coll d´Estenalles                             | Per Coll Lligabosses                      | 870 m                  | 390 m                  | 7,8 km.                | 14%                    | 5,0%                   | 72                     | 2                      | Es pot continuar fins al Coll d'Eres                   |
| Coll de Bracons                               | Sant Pere de Torelló                      | 1148 m                 | 560 m                  | 13,4 km                | 14%                    | 4,2%                   | 125                    | 1                      | [ 19 ]                                                 |
| Coll de Can Massana                           | Collbató                                  | 718 m                  | 401 m                  | 9,7 km                 | 10%                    | 4,2%                   | 59                     | 2                      | [ 20 ]                                                 |
| Coll de Can Massana                           | Manresa                                   | 718 m                  | 467 m                  | 12 km                  | 9%                     | 3,9%                   | 79                     | 2                      | [ 21 ]                                                 |
| Coll de Can Taló                              | Sant Miquel del Fai                       | 762 m                  | 297 m                  | 8,8 km                 | 9%                     | 3,4%                   | 44                     | 3                      | [ 22 ]                                                 |
| Coll de Can Taló                              | Centelles                                 | 762 m                  | 239 m                  | 7,9 km                 | 8%                     | 3,0%                   | 33                     | 3                      | [ 23 ]                                                 |
| Coll de Condreu                               | Cantonigrós                               | 1017 m                 | 537 m                  | 27,1 km                | 8%                     | 2,0%                   | 99                     | 2                      | [ 24 ]                                                 |
| Coll de Fontfreda                             | Santa Eulàlia de Riuprimer                | 872 m                  | 387 m                  | 13,1 km                | 9%                     | 3,0%                   | 63                     | 2                      | [ 25 ]                                                 |
| Coll de Fontfreda                             | C-59                                      | 872 m                  | 183 m                  | 3,9 km                 | 8%                     | 4,7%                   | 25                     | 4                      | [ 26 ]                                                 |
| Coll de Fumanyà                               | Vallcebre                                 | 1566 m                 | 862 m                  | 14 km                  | 23%                    | 6,2%                   | 217                    | 1                      | [ 27 ]                                                 |
| Coll de Jouet                                 | Cal Rosal- La Valldan                     | 1216 m                 | 731 m                  | 14,6 km                | 15%                    | 5,0%                   | 131                    | 1                      | [ 28 ]                                                 |
| Coll de Jouet                                 | Valls-Llinars                             | 1216 m                 | 383 m                  | 12,3 km                | 9%                     | 3,1%                   | 74                     | 2                      | [ 29 ]                                                 |
| Coll de la Batallola                          | Sant Jaume de Frontanyà                   | 1197m                  | 371m                   | 11,7 km                | 17%                    | 3,2%                   | 64                     | 2                      | [ 30 ]                                                 |
| Coll de la Batallola                          | La Pobla de Lillet                        | 1197 m                 | 317 m                  | 6,75 km                | 14%                    | 4,7%                   | 55                     | 3                      | [ 31 ]                                                 |
| Coll de la Bena                               | Bagà- Gisclareny                          | 1434 m                 | 645 m                  | 12,8 km                | 15%                    | 5,0%                   | 158                    | 1                      | [ 32 ]                                                 |
| Coll de la Font d'en Benet                    | C-51                                      | 280 m                  | 162 m                  | 4,9 km                 | 12%                    | 3,3%                   | 23                     | 4                      | [ 33 ]                                                 |
| Coll de La Pollosa                            | Tona                                      | 930 m                  | 354 m                  | 7,6 km                 | 9%                     | 4,6%                   | 52                     | 2                      | [ 34 ]                                                 |
| Coll del Bruc                                 | Olesa                                     | 620 m                  | 537 m                  | 15,4 km                | 13%                    | 3,2%                   | 69                     | 2                      | [ 35 ]                                                 |
| Coll de Lligabosses                           | Monistrol de Calders                      | 629 m                  | 193 m                  | 4,7 km                 | 8%                     | 4,1%                   | 27                     | 4                      | [ 36 ]                                                 |
| Coll de Pal                                   | Bagà                                      | 2104m                  | 1285m                  | 19,3 km                | 13%                    | 6,6%                   | 271                    | HC                     | Segon port més alt de Catalunya                        |
| Coll de Peguera                               | Vallcebre-Coll de Fumanya                 | 1718 m                 | 1014 m                 | 17,8 km                | 23%                    | 5,7%                   | 246                    | HC                     | [ 27 ]                                                 |
| Coll de Poses                                 | Bigues i Riells                           | 694 m                  | 444 m                  | 10,3 km                | 9%                     | 4,3%                   | 63                     | 2                      | [ 38 ]                                                 |
| Coll de Pradell                               | Coll de Fumanya                           | 1732 m                 | 1080 m                 | 17,1 km                | 23%                    | 6,3%                   | 366                    | HC                     | Port més dur de Catalunya                              |
| Coll de Pradell                               | Vallcebre                                 | 1732 m                 | 1028 m                 | 15,3 km                | 23%                    | 6,7%                   | 290                    | HC                     | [ 40 ]                                                 |
| Coll de Romegats                              | Osormort                                  | 725 m                  | 190 m                  | 4,1 km                 | 11%                    | 4,6%                   | 27                     | 4                      | [ 41 ]                                                 |
| Coll de Sant Bartomeu                         | Carretera de Argentona                    | 392 m                  | 298 m                  | 6,5 km                 | 10%                    | 4,6%                   | 47                     | 3                      | [ 42 ]                                                 |
| Coll de Sant Bartomeu                         | La Roca del Vallès                        | 392 m                  | 278 m                  | 3,8 km                 | 12%                    | 7,3%                   | 59                     | 2                      | [ 43 ]                                                 |
| Coll de Santa Helena                          | Montseny-La Costa                         | 1233 m                 | 885 m                  | 14,7 km                | 14%                    | 6,0%                   | 174                    | 1                      | [ 44 ]                                                 |
| Collada de l'Obac                             | Rellinars                                 | 644 m                  | 493 m                  | 12 km                  | 9%                     | 4,1%                   | 76                     | 2                      | [ 45 ]                                                 |
| Collada de Mansa                              | Masvidal                                  | 780 m                  | 138 m                  | 4,7 km                 | 8%                     | 2,9%                   | 19                     | 4                      | [ 46 ]                                                 |
| Collada de Mansa                              | Taradell                                  | 780 m                  | 166 m                  | 4,1 km                 | 8%                     | 4,%                    | 22                     | 4                      | [ 47 ]                                                 |
| Collada de Parpers                            | Argentona                                 | 298 m                  | 194 m                  | 4,6 km                 | 8%                     | 4,2%                   | 27                     | 4                      | [ 48 ]                                                 |
| Collada de Parpers                            | La Roca del Vallès                        | 298 m                  | 170 m                  | 5,3 km                 | 7%                     | 3,2%                   | 24                     | 4                      | [ 49 ]                                                 |
| Collada de Sant Isidre                        | Des de C-16, cap a Malanyeu               | 1112 m                 | 438 m                  | 5,1 km                 | 15%                    | 8,6%                   | 118                    | 1                      | [ 50 ]                                                 |
| Collada de Vinyoles                           | C-26 Pantà de La Baells                   | 915 m                  | 261 m                  | 3,7 km                 | 18%                    | 7,1%                   | 85                     | 2                      | [ 51 ]                                                 |
| Collada de Vinyoles                           | C-16 per La Nou de Berguedà               | 915 m                  | 277 m                  | 7,3 km                 | 13%                    | 3,8%                   | 43                     | 3                      | [ 52 ]                                                 |
| Collada Sobirana                              | Guardiola de Berguedà                     | 1210 m                 | 482 m                  | 7,4 km                 | 15%                    | 6,5%                   | 98                     | 2                      | [ 53 ]                                                 |
| Collada Sobirana                              | La Pobla de Lillet                        | 1210 m                 | 391 m                  | 6 km                   | 15%                    | 6,5%                   | 78                     | 2                      | [ 54 ]                                                 |
| Collet de la Vallesana                        | Montcada i Reixac                         | 253 m                  | 212 m                  | 3,9 km                 | 9%                     | 5,4%                   | 33                     | 3                      | [ 55 ]                                                 |
| Collet de Morei Coll de Mata                  | Capellades                                | 505 m                  | 255 m                  | 5,8 km                 | 10%                    | 4,4%                   | 37                     | 3                      | [ 56 ]                                                 |
| Collformic                                    | Santa Maria de Palautordera               | 1145 m                 | 797 m                  | 15,4 km                | 10%                    | 5,2%                   | 146                    | 1                      | [ 57 ]                                                 |
| Collformic                                    | Seva                                      | 1145 m                 | 480 m                  | 9,5 km                 | 9%                     | 5,1%                   | 74                     | 2                      | [ 58 ]                                                 |
| Collsacreu                                    | Arenys de Mar                             | 357 m                  | 352 m                  | 7,8 km                 | 9%                     | 4,5%                   | 53                     | 3                      | [ 59 ]                                                 |
| Creu de Fumanyà                               | C-16 Central Térmica Cercs                | 1678 m                 | 1026 m                 | 13,4 km                | 15%                    | 7,7%                   | 244                    | HC                     | [ 60 ]                                                 |
| El Farell                                     | Caldes de Montbui                         | 701 m                  | 464 m                  | 6,2 km                 | 13%                    | 7,5%                   | 112                    | 2                      | [ 61 ]                                                 |
| El Farell (2a variant)                        | Caldes de Montbui                         | 701 m                  | 464 m                  | 8 km                   | 9%                     | 5,8%                   | 76                     | 2                      | [ 62 ]                                                 |
| El Figaró-Montmany                            | El Figaró                                 | 545 m                  | 221 m                  | 4,2 km                 | 9%                     | 5,3%                   | 36                     | 3                      | [ 63 ]                                                 |
| Forat del vent                                | Cerdanyola del Vallès                     | 349 m                  | 274 m                  | 6,9 km                 | 9%                     | 4,0%                   | 37                     | 3                      | [ 64 ]                                                 |
| Forat del vent                                | Horta                                     | 349 m                  | 224 m                  | 4 km                   | 9%                     | 5,6%                   | 35                     | 3                      | [ 65 ]                                                 |
| Malpàs Capolat                                | L'Espunyola                               | 1295 m                 | 444 m                  | 5,1 km                 | 20%                    | 8,7%                   | 148                    | 1                      | [ 66 ]                                                 |
| Mirador de Gresolet                           | Saldes                                    | 1574 m                 | 326 m                  | 4,5 km                 | 11%                    | 7,2%                   | 70                     | 2                      | [ 67 ]                                                 |
| Monestir de Montserrat                        | Monistrol de Montserrat                   | 734 m                  | 587 m                  | 8,5 km                 | 13%                    | 6,9%                   | 118                    | 2                      | [ 68 ]                                                 |
| Muntanyola                                    | N-141c (Tona)                             | 893 m                  | 215 m                  | 2,06 km                | 17%                    | 10,4%                  | 75                     | 2                      | [ 69 ]                                                 |
| Parc Etnològic Tagamanent                     | Tagamanent/Pedralba                       | 1013 m                 | 655 m                  | 7,2 km                 | 23%                    | 9,1%                   | 203                    | 1                      | [ 70 ]                                                 |
| Plà de Bado                                   | Caldes de Montbui                         | 642 m                  | 452 m                  | 11 km                  | 8%                     | 4,1%                   | 67                     | 2                      | [ 71 ]                                                 |
| Rasos de Peguera                              | Vallcebre-Coll de Fumanya-Coll de Peguera | 1893 m                 | 1189 m                 | 22,3 km                | 23%                    | 5,3%                   | 302                    | HC                     | Té un tram sense asfaltar                              |
| Rasos de Peguera                              | La Baells                                 | 1893 m                 | 1263 m                 | 19,3 km.               | 13%                    | 6,5%                   | 261                    | HC                     | [ 72 ]                                                 |
| Rat Penat                                     | Rotonda C-31                              | 592 m                  | 573 m                  | 6,2 km                 | 23%                    | 9,3%                   | 173                    | 1                      | [ 73 ]                                                 |
| Sant Bartomeu del Grau                        | Gurb                                      | 877 m                  | 370 m                  | 9,8 km                 | 9%                     | 3,8%                   | 57                     | 2                      | [ 74 ]                                                 |
| Sant Bartomeu del Grau                        | St.Julià Sassorba                         | 877 m                  | 292 m                  | 6,2 km                 | 17%                    | 4,7%                   | 54                     | 2                      | [ 75 ]                                                 |
| Santa Creu d'Olorda                           | Molins de Rei                             | 428 m                  | 399 m                  | 8,6 km                 | 8%                     | 4,6%                   | 66                     | 2                      | [ 76 ]                                                 |
| Santa Fe del Montseny                         | Sant Celoni                               | 1304 m                 | 1140 m                 | 24 km                  | 9%                     | 4,7%                   | 175                    | 1                      | [ 77 ]                                                 |
| Santa Fe del Montseny                         | Viladrau                                  | 1304 m                 | 661 m                  | 17,9 km                | 13%                    | 3,7%                   | 114                    | 2                      | [ 78 ]                                                 |
| Santuari de Bellmunt                          | Sant Pere de Torelló                      | 1246 m                 | 648 m                  | 6,9 km                 | 23%                    | 9,4%                   | 201                    | 1                      | [ 79 ]                                                 |
| Santuari dels Munts                           | St.Quirze de Besora                       | 1058 m                 | 490 m                  | 11,4 km                | 16%                    | 4,3%                   | 88                     | 2                      | [ 80 ]                                                 |
| Santuari Mare de Deu de Falgars               | Guardiola de Berguedà                     | 1278 m                 | 550 m                  | 9,6 km                 | 15%                    | 5,7%                   | 115                    | 2                      | [ 81 ]                                                 |
| Santuari Mare de Deu de Falgars               | La Pobla de Lillet                        | 1278 m                 | 459 m                  | 7,2 km                 | 11%                    | 6,4%                   | 89                     | 2                      | [ 82 ]                                                 |
| Túnel de La Mina-Savassona                    | Pont de Malafogassa                       | 736 m                  | 289 m                  | 5,95 km                | 16%                    | 4,9%                   | 63                     | 2                      | [ 83 ]                                                 |
| Túnel de La Mina-Savassona                    | Folgueroles                               | 736 m                  | 175 m                  | 3,1 km                 | 11%                    | 5,6%                   | 28                     | 4                      | [ 84 ]                                                 |
| Turó de l'Home                                | Mosqueroles                               | 1654 m                 | 1493 m                 | 25,6 km                | 14%                    | 5,8%                   | 303                    | HC                     | [ 85 ]                                                 |
| Sense Asfaltar                                |                                           |                        |                        |                        |                        |                        |                        |                        |                                                        |
| Ascens a l’Ermita de Sant Ramon               | Sant Boi de Llobregat                     | 285 m                  | 284 m                  | 3,7 km                 | 22%                    | 7,7%                   | 75                     | 2                      | Es recomana bicicleta de BTT                           |
| Coll d'Eres                                   | Terrassa                                  | 940 m                  | 543 m                  | 14,3 km                | 16%                    | 4,0%                   | 87                     | 2                      | Es recomana bicicleta de gravel o BTT                  |

## Província de Girona
| Província de Girona                 | Província de Girona        | Província de Girona | Província de Girona | Província de Girona | Província de Girona | Província de Girona | Província de Girona | Província de Girona | Província de Girona                                                     |
| Nom del port                        | Vessant                    | Altura              | Desnivell           | Longitud            | %màx                | %mig                | Coeficient          | Categoria           | Observacions                                                            |
| ----------------------------------- | -------------------------- | ------------------- | ------------------- | ------------------- | ------------------- | ------------------- | ------------------- | ------------------- | ----------------------------------------------------------------------- |
| Coll de Banyuls                     | Espolla                    | 354 m               | 346 m               | 9,6 km              | 14%                 | 2,5%                | 45                  | 3                   | [ 88 ]                                                                  |
| Coll de Bracons                     | La Vall d´en Bas           | 1148 m              | 650 m               | 8,6 km              | 14%                 | 7,5%                | 164                 | 1                   | [ 89 ]                                                                  |
| Coll de Bucs (Coll de Pera)         | Beget                      | 804 m               | 326 m               | 8,7 km              | 9%                  | 3,8%                | 44                  | 3                   | [ 90 ]                                                                  |
| Coll de Bucs (Coll de Pera)         | Oix                        | 804 m               | 404 m               | 7,8 km              | 13%                 | 5,2%                | 106                 | 2                   | [ 91 ]                                                                  |
| Coll de Camporiol                   | Castellfollit de la Roca   | 508m                | 247 m               | 7,15 km             | 8%                  | 3,5%                | 39                  | 3                   | [ 92 ]                                                                  |
| Coll de Camporiol                   | Oix                        | 508 m               | 108 m               | 2,05 km             | 7%                  | 5,4%                | 16                  | 4                   | [ 93 ]                                                                  |
| Coll de Canes                       | Ripoll                     | 1120 m              | 437 m               | 15,6 km             | 8%                  | 2,8%                | 67                  | 2                   | [ 94 ]                                                                  |
| Coll de Capsacosta                  | La Vall de Bianya          | 862 m               | 490 m               | 10,7 km             | 8%                  | 4,6%                | 72                  | 2                   | [ 95 ]                                                                  |
| Coll de Condreu                     | Sant Esteve d´en Bas       | 1017 m              | 543 m               | 12,8 km             | 8%                  | 4,2%                | 81                  | 2                   | [ 96 ]                                                                  |
| Coll de Jou                         | Ogassa                     | 1637 m              | 865 m               | 14 km.              | 18%                 | 6,2%                | 213                 | 1                   | [ 97 ]                                                                  |
| Coll de Jou                         | Ribes de Freser            | 1637 m              | 737 m               | 12,5 km             | 14%                 | 5,9%                | 168                 | 1                   | [ 98 ]                                                                  |
| Coll de la Boixeda                  | Beget                      | 1091 m              | 613 m               | 12,5 km             | 12%                 | 4,9%                | 102                 | 2                   | [ 99 ]                                                                  |
| Coll de la Creueta                  | La Pobla de Lillet         | 1923 m              | 1062 m              | 21,1 km             | 14%                 | 5,0%                | 190                 | 1                   | [ 100 ]                                                                 |
| Coll de la Creueta                  | Creuament Carretera GI-402 | 1923 m              | 945 m               | 20 km               | 12%                 | 4,7%                | 177                 | 1                   | [ 101 ]                                                                 |
| Coll de la Creueta                  | Alp-Masella                | 1923 m              | 743 m               | 20,7 km             | 11%                 | 3,6%                | 154                 | 1                   | [ 102 ]                                                                 |
| Coll de la Creueta                  | La Molina                  | 1923 m              | 791 m               | 19,8 km             | 12%                 | 4,0%                | 143                 | 1                   | Final d'etapa de voltes ciclistes                                       |
| Coll de la Ganga                    | Calonge                    | 210 m               | 175 m               | 4,7 km              | 6%                  | 3,7%                | 25                  | 4                   | [ 104 ]                                                                 |
| Coll de Manrella                    | La Jonquera                | 715 m               | 637 m               | 12,9 km             | 7,7%                | 4,9%                | 76                  | 2                   | [ 105 ]                                                                 |
| Coll de Merolla                     | Gombrèn                    | 1099 m              | 366 m               | 14,4 km             | 8%                  | 2,5%                | 52                  | 3                   | [ 106 ]                                                                 |
| Coll de Revell-Cortals              | Arbúcies                   | 1005 m              | 721 m               | 17 km               | 9%                  | 4,2%                | 102                 | 2                   | [ 107 ]                                                                 |
| Coll de Santigosa                   | St.Joan de Les Abadesses   | 1058 m              | 279 m               | 6,55                | 9%                  | 4,3%                | 45                  | 3                   | [ 108 ]                                                                 |
| Coll del Buc                        | Osormort                   | 728 m               | 184 m               | 2,55 km             | 12%                 | 7,2%                | 39                  | 3                   | [ 109 ]                                                                 |
| Collada de Toses                    | Ribes de Freser/Toses      | 1777 m              | 869 m               | 20,15 km            | 14%                 | 4,3%                | 182                 | 1                   | [ 110 ]                                                                 |
| Collada de Toses                    | Urtx                       | 1791 m              | 689 m               | 21,45 km            | 10%                 | 3,2%                | 97                  | 2                   | [ 111 ]                                                                 |
| Collet de les Barraques             | Ribes de Freser            | 1910 m              | 996 m               | 15,8 km             | 14%                 | 6,3%                | 211                 | 1                   | [ 112 ]                                                                 |
| Collet de les Barraques             | Planoles                   | 1910 m              | 725 m               | 9 km                | 14%                 | 8,1%                | 175                 | 1                   | [ 112 ]                                                                 |
| Collet de Terra Negra               | Tossa de Mar               | 254 m               | 248 m               | 9,4 km              | 9%                  | 2,7%                | 41                  | 3                   | [ 113 ]                                                                 |
| Collsesplanes                       | Osormort                   | 969 m               | 470 m               | 8,2 km              | 10%                 | 5,7%                | 78                  | 2                   | [ 114 ]                                                                 |
| Collada de Collfred                 | Sant Privat d´En Bas       | 1327 m              | 847 m               | 14,3 km             | 21%                 | 5,9%                | 243                 | HC                  | Carretera en mal estat                                                  |
| Collada de Collfred                 | Vidrà                      | 1327 m              | 754 m               | 21,8 km             | 13%                 | 3,5%                | 134                 | 1                   | [ 116 ]                                                                 |
| Estació d'esquí de Masella          | Alp                        | 1960 m              | 780 m               | 11,2 km             | 11%                 | 7,0%                | 160                 | 1                   | [ 117 ]                                                                 |
| Estació d'Esquí Guils Fontanera     | N-260/Puigcerdà            | 1905 m              | 763 m               | 12,3 km             | 12%                 | 6,2%                | 159                 | 1                   | [ 118 ]                                                                 |
| Mare de Déu del Mont                | Besalú-Beuda               | 1111 m              | 950 m               | 21 km               | 17%                 | 4,5%                | 220                 | 1                   | [ 119 ]                                                                 |
| Mare de Déu del Mont                | St. Martí Sesserres        | 1111 m              | 932 m               | 18,85 km            | 14%                 | 4,9%                | 190                 | 1                   | [ 120 ]                                                                 |
| Montfulla-Santuari del Coll         | Susqueda                   | 875 m               | 639 m               | 9,8 km              | 16%                 | 6,5%                | 143                 | 1                   | [ 121 ]                                                                 |
| Montfulla-Santuari del Coll         | Osor                       | 875 m               | 539 m               | 7,3 km              | 14%                 | 7,4%                | 119                 | 2                   | [ 122 ]                                                                 |
| Pedra Llarga                        | Santa Coloma de Farners    | 812 m               | 676 m               | 20 km               | 9%                  | 3,4%                | 104                 | 2                   | [ 123 ]                                                                 |
| Pla de les Arenes (Matamala)        | Anglès-Amer                | 988 m               | 836 m               | 29 km               | 8%                  | 2,9%                | 121                 | 1                   | [ 124 ]                                                                 |
| Pla de les Arenes (Matamala)        | Arbúcies                   | 988 m               | 685 m               | 15,1 km             | 10%                 | 4,5%                | 108                 | 2                   | [ 125 ]                                                                 |
| Riells del Montseny                 | Breda                      | 485 m               | 295 m               | 6,25 km             | 11%                 | 4,7%                | 44                  | 3                   | [ 126 ]                                                                 |
| Rocacorba                           | Creuament Carretera GI-524 | 977 m               | 798 m               | 13,3 km             | 15%                 | 6,0%                | 202                 | 1                   | Consta d'indicadors cada quilòmetre                                     |
| Sant Feliu de Buixalleu             | Grions                     | 392 m               | 300 m               | 6,4 km              | 14%                 | 4,7%                | 54                  | 2                   | [ 128 ]                                                                 |
| Sant Martí Sacalm                   | Amer                       | 816 m               | 607 m               | 8,7 km              | 13%                 | 7,0%                | 123                 | 1                   | [ 129 ]                                                                 |
| Santuari de Montgrony               | Creuament Carretera GI-402 | 1345 m              | 367 m               | 5,5 km              | 16%                 | 6,7%                | 96                  | 1                   | [ 130 ]                                                                 |
| Vallter 2000                        | Setcases                   | 2151 m              | 886 m               | 12,1 km             | 14%                 | 7,3%                | 202                 | 1                   | El port asfaltat més alt de Catalunya Final d'etapa de voltes ciclistes |
| Vallter 2000                        | Camprodon                  | 2151 m              | 1228m               | 23,7 km             | 14%                 | 5.8%                | 255                 | HC                  | El port asfaltat més alt de Catalunya Final d'etapa de voltes ciclistes |
| Sense Asfaltar                      |                            |                     |                     |                     |                     |                     |                     |                     |                                                                         |
| Coll de Finestres/ Coll de Palomera | Mieres                     | 779 m               | 514 m               | 7,3 km              | 13%                 | 6,9%                | 119                 | 2                   | Es recomana bicicleta de gravel o BTT                                   |
| Coll de Finestres/ Coll de Palomera | Sant Aniol de Finestres    | 779 m               | 474 m               | 8,3 km              | 17%                 | 5,6%                | 92                  | 2                   | Es recomana bicicleta de gravel o BTT                                   |
| Coll de Pal                         | per Masella                | 2106 m              | 1027 m              | 15,6 km             | 18%                 | 6,2%                | 268                 | HC                  | Es recomana bicicleta de BTT                                            |
| Coll de Pal                         | per La Molina              | 2106 m              | 996 m               | 18,4 km             | 21%                 | 5,3%                | 213                 | 1                   | Es recomana bicicleta de BTT                                            |
| Collada Fonda                       | Camprodon per Molló        | 1904 m              | 986 m               | 20,3 km             | 12%                 | 4,7%                | 207                 | 1                   | Es recomana bicicleta de gravel o BTT                                   |
| Collada Fonda                       | Camprodon per Setcases     | 1904 m              | 967 m               | 24,2 km             | 9%                  | 4,0%                | 169                 | 1                   | Es recomana bicicleta de gravel o BTT                                   |
| Collada Verda                       | La Roca                    | 1608 m              | 632 m               | 8 km                | 22%                 | 7,5%                | 193                 | 1                   | Es recomana bicicleta de BTT                                            |
| Collada Verda                       | Ribes de Freser            | 1608 m              | 754 m               | 11,6 km             | 24%                 | 6,0%                | 186                 | 1                   | Es recomana bicicleta de BTT                                            |
| Fontalba                            | Ribes de Freser            | 2069 m              | 1165 m              | 18,2 km             | 13%                 | 6,3%                | 242                 | HC                  | Es recomana bicicleta de gravel o BTT                                   |
| Coll de Fontlletera                 | Creuament GIV-5264         | 2007 m              | 902 m               | 12,1 km             | 11%                 | 7,5%                | 229                 | 1                   | Es recomana bicicleta de gravel o BTT                                   |
| Coll de Fontlletera                 | Ribes de Freser            | 2037 m              | 1153 m              | 22,6 km             | 16%                 | 4,9%                | 224                 | 1                   | Es recomana bicicleta de BTT                                            |
| Pàrquing la Màniga                  | Puigcerdà                  | 2209 m              | 1066 m              | 16,2 km             | 11%                 | 6,5%                | 223                 | 1                   | Es recomana bicicleta de gravel o BTT                                   |
| Pàrquing la Màniga                  | Ger                        | 2209 m              | 1095 m              | 21,2 km             | 13%                 | 5,1%                | 201                 | 1                   | Es recomana bicicleta de gravel o BTT                                   |
| Refugi Niu de l'Àliga               | per Masella                | 2521 m              | 1380 m              | 14,4 km             | 21%                 | 9,6%                | 497                 | HC                  | Es recomana bicicleta de BTT                                            |

## Província de Lleida
| Província de Lleida                      | Província de Lleida                     | Província de Lleida | Província de Lleida | Província de Lleida | Província de Lleida | Província de Lleida | Província de Lleida | Província de Lleida | Província de Lleida                                        |
| Nom del port                             | Vessant                                 | Altura              | Desnivell           | Longitud            | %màx                | %mig                | Coeficient          | Categoria           | Observacions                                               |
| ---------------------------------------- | --------------------------------------- | ------------------- | ------------------- | ------------------- | ------------------- | ------------------- | ------------------- | ------------------- | ---------------------------------------------------------- |
| Aigüestortes                             | Creuament Carretera L-500 Caldes de Boí | 1825m               | 510m                | 7,8 km              | 11%                 | 6,5%                | 105                 | 2                   | [ 146 ]                                                    |
| Alt de la Serra Seca                     | Pont del Clop                           | 1229 m              | 616 m               | 10,6 km             | 15%                 | 5,8%                | 130                 | 1                   | [ 147 ]                                                    |
| Alt del Montnou                          | Orrit-Odèn                              | 1761 m              | 1011 m              | 16,8 km             | 20%                 | 6,0%                | 325                 | HC                  | [ 148 ]                                                    |
| Arcavell                                 | La Farga de Moles                       | 1150 m              | 325 m               | 4,5 km              | 12%                 | 7,2%                | 72                  | 2                   | [ 149 ]                                                    |
| Arduix                                   | La Farga de Moles                       | 1370 m              | 546 m               | 6,3 km              | 16%                 | 8,7%                | 146                 | 1                   | [ 150 ]                                                    |
| Ars                                      | La Farga de Moles                       | 1405 m              | 589 m               | 8,9 km              | 14%                 | 6,6%                | 125                 | 1                   | [ 151 ]                                                    |
| Artiga de Lin                            | Es Bòrdes                               | 1464 m              | 652 m               | 9,1 km              | 15%                 | 7,2%                | 152                 | 1                   | [ 152 ]                                                    |
| Ascens a Caregue                         | Rialb                                   | 1145 m              | 405 m               | 8,6 km              | 14%                 | 4,7%                | 71                  | 2                   | [ 153 ]                                                    |
| Ascens a Freixa                          | Creuament C-14                          | 1505 m              | 974 m               | 21.8 km             | 14%                 | 4,2%                | 161                 | 1                   | [ 154 ]                                                    |
| Ascens a Rodés                           | Rialb                                   | 1085 m              | 370 m               | 6,2 km              | 14%                 | 6,0%                | 88                  | 2                   | [ 155 ]                                                    |
| Banhs de Tredòs                          | Salardú                                 | 1755 m              | 509 m               | 7,9 km              | 14%                 | 6,4%                | 113                 | 2                   | [ 156 ]                                                    |
| Civís                                    | La Farga de Moles                       | 1525 m              | 706 m               | 10,7 km             | 14%                 | 6,6%                | 144                 | 1                   | [ 157 ]                                                    |
| Coll de Boix                             | Odèn                                    | 1257 m              | 726 m               | 16,7 km             | 10%                 | 4,3%                | 118                 | 2                   | [ 158 ]                                                    |
| Coll de Bóixols                          | Coll de Nargó                           | 1332 m              | 773 m               | 18,7 km             | 8%                  | 4,1%                | 114                 | 2                   | [ 159 ]                                                    |
| Coll de Bóixols                          | Isona                                   | 1332 m              | 788 m               | 22,1 km             | 9%                  | 3,0%                | 122                 | 1                   | [ 160 ]                                                    |
| Coll de la Creu de Perves                | Pont de Suert                           | 1335 m              | 501 m               | 12,2 km             | 11%                 | 4,0%                | 99                  | 2                   | [ 161 ]                                                    |
| Coll de la Creu de Perves                | Senterada                               | 1335 m              | 595 m               | 13,6 km             | 9%                  | 4,4%                | 97                  | 2                   | [ 161 ]                                                    |
| Coll de la Josa                          | Tuixent                                 | 1630 m              | 503 m               | 11,2 km             | 10%                 | 4,5%                | 91                  | 2                   | [ 162 ]                                                    |
| Coll de Languen                          | Tuixent-Cornellana                      | 1492 m              | 452 m               | 17,5 km             | 9%                  | 2,6%                | 83                  | 2                   | [ 163 ]                                                    |
| Coll Pregón                              | des del Pont del Clop                   | 1172 m              | 560 m               | 8,0 km              | 15%                 | 7,0%                | 122                 | 1                   | [ 164 ]                                                    |
| Estació d'Esquí de Boí Taüll             | Boí-Taüll                               | 2052 m              | 826 m               | 14,3 km             | 11%                 | 5,8%                | 157                 | 1                   | Final d'etapa de voltes ciclistes                          |
| Estació d'Esquí La Vansa                 | Sant Llorenç de Morunys                 | 1930 m              | 1113 m              | 22,4 km             | 12%                 | 5,0%                | 225                 | 1                   | [ 166 ]                                                    |
| Estació d'Esquí La Vansa                 | Tuixent                                 | 1930 m              | 803 m               | 13,2 km             | 12%                 | 6,1%                | 162                 | 1                   | [ 167 ]                                                    |
| Estació d'esquí Tavascan/ Pleta del Prat | Ainet de Cardós                         | 1703 m              | 775 m               | 18,9 km             | 14%                 | 4,1%                | 146                 | 1                   | [ 168 ]                                                    |
| Estació d’esquí de Llessuí               | Sort                                    | 1411 m              | 538 m               | 11,2 km             | 10%                 | 4,8%                | 87                  | 2                   | Es pot continuar fins al Coll de Triadó                    |
| Estany de Cavallers                      | Barruera                                | 1784m               | 684 m               | 12,7 km             | 23%                 | 5,3%                | 131                 | 1                   | [ 170 ]                                                    |
| Eth Portilhon                            | Bossòst                                 | 1293 m              | 560 m               | 8,3 km              | 11%                 | 6,7%                | 115                 | 2                   | [ 171 ]                                                    |
| Llac de Sant Maurici                     | Espot                                   | 1917 m              | 977 m               | 15,8 km             | 18%                 | 6,2%                | 216                 | 1                   | [ 172 ]                                                    |
| Mirador d'Arres                          | Bossost                                 | 1320 m              | 611 m               | 7,5 km              | 14%                 | 8,1%                | 159                 | 1                   | [ 173 ]                                                    |
| Montan de Tost                           | Carretera C-14                          | 1188 m              | 623 m               | 11 km               | 12%                 | 5,6%                | 111                 | 2                   | Conegut també com l'"Stelvio" català                       |
| Montcalb                                 | Sisquer                                 | 1454 m              | 496 m               | 8,8 km              | 13%                 | 5,6%                | 102                 | 2                   | [ 175 ]                                                    |
| Pla de Beret                             | Viella                                  | 1846 m              | 870 m               | 22,4 km             | 10%                 | 3,9%                | 143                 | 1                   | [ 176 ]                                                    |
| Pla de Busa                              | Besora                                  | 1371 m              | 750 m               | 14,4 km             | 17%                 | 5,2%                | 157                 | 1                   | [ 177 ]                                                    |
| Planes de Son                            | Esterri d'Àneu                          | 1540 m              | 584 m               | 9.6 km              | 14%                 | 6,1%                | 111                 | 2                   | [ 178 ]                                                    |
| Port Ainé                                | Roní                                    | 1970 m              | 1230 m              | 18,75 km            | 13%                 | 6,5%                | 253                 | HC                  | Final d'etapa de voltes ciclistes                          |
| Port de la Bonaigua                      | Esterri d'Àneu                          | 2077 m              | 1135 m              | 19,6 km             | 13%                 | 5,8%                | 214                 | 1                   | [ 180 ] [ 181 ]                                            |
| Port de la Bonaigua                      | Viella                                  | 2077 m              | 1120 m              | 23 km               | 9%                  | 5,5%                | 182                 | 1                   | [ 181 ]                                                    |
| Port del Cantó                           | Adrall                                  | 1725 m              | 1145 m              | 25,6 km             | 14%                 | 4,2%                | 223                 | 1                   | [ 182 ]                                                    |
| Port del Cantó                           | Sort                                    | 1725 m              | 1056 m              | 19,3 km             | 8%                  | 5,4%                | 182                 | 1                   | [ 182 ]                                                    |
| Portet                                   | Les                                     | 1364 m              | 717 m               | 7,15 km             | 14%                 | 10,0%               | 232                 | 1                   | [ 183 ]                                                    |
| Presa de Sallente                        | per Torre de Cabdella                   | 1770 m              | 863 m               | 17,3 km             | 14%                 | 5,0%                | 166                 | 1                   | [ 184 ]                                                    |
| Refugi del Cap del Rec                   | Martinet-Lles de Cerdanya               | 1986 m              | 977 m               | 16,4 km             | 15%                 | 6,0%                | 179                 | 1                   | [ 185 ]                                                    |
| Sant Quirc de Durro                      | Barruera                                | 1493 m              | 389 m               | 4,6 km              | 14%                 | 8,5%                | 116                 | 2                   | [ 186 ]                                                    |
| Santuari del Puig                        | Valls (Guixers)                         | 1358 m              | 525 m               | 7,4 km              | 19%                 | 7,1%                | 135                 | 1                   | [ 187 ]                                                    |
| Talltendre                               | Bellver de Cerdanya                     | 1575 m              | 558 m               | 7,8 km              | 18%                 | 7,1%                | 168                 | 1                   | [ 188 ]                                                    |
| Timoneda(Ferriol)                        | Pont del Clop                           | 1117 m              | 504 m               | 8,2 km              | 17%                 | 6,1%                | 103                 | 2                   | [ 189 ]                                                    |
| Sense asfaltar                           |                                         |                     |                     |                     |                     |                     |                     |                     |                                                            |
| Aparcament de Sartari/ Estany de la Gola | Esterri d'Àneu                          | 1821 m              | 868 m               | 11,2 km             | 17%                 | 7,7%                | 240                 | HC                  | Es recomana bicicleta de BTT                               |
| Aparcament la Molinassa                  | Alins                                   | 1807 m              | 840 m               | 16.0 km             | 16%                 | 4,7%                | 180                 | 1                   | Es recomana bicicleta de BTT                               |
| Coll d'Os de Civís                       | Creuament N-145                         | 2162 m              | 1383 m              | 19,1 km             | 18%                 | 7,0%                | 323                 | HC                  | Es recomana bicicleta de BTT                               |
| Coll de Conflent                         | Creuament N-145                         | 2177 m              | 1666 m              | 28,8 km             | 20%                 | 4,7%                | 374                 | HC                  | Es recomana bicicleta de BTT                               |
| Coll de Fades                            | Creuament N-260                         | 1504 m              | 597 m               | 8,9 km              | 17%                 | 6,5%                | 143                 | 1                   | Es recomana bicicleta de gravel o BTT                      |
| Coll de Jovell                           | Molí de Fórnols                         | 1816 m              | 788 m               | 15,2 km             | 14%                 | 5,2%                | 162                 | 1                   | Es recomana bicicleta de gravel o BTT                      |
| Coll de la Gallina                       | Creuament N-145                         | 1909 m              | 1106 m              | 15,8 km             | 19%                 | 6,9%                | 246                 | HC                  | Es recomana bicicleta de BTT                               |
| Coll de la Portella                      | Rialb                                   | 2266 m              | 1643 m              | 33,1 km             | 14%                 | 4,7%                | 331                 | HC                  | Es recomana bicicleta de gravel o BTT                      |
| Coll de les Bassotes                     | Saldes                                  | 1872 m              | 703 m               | 10,7 km             | 13%                 | 6,3%                | 147                 | 1                   | Es recomana bicicleta de gravel o BTT                      |
| Coll de Sas                              | Creuament N-260                         | 1515 m              | 569 m               | 11 km               | 12%                 | 5,0%                | 107                 | 2                   | Es recomana bicicleta de gravel o BTT                      |
| Coll de Triadó                           | Per Llessui                             | 2169 m              | 1474 m              | 25,4 km             | 13%                 | 5,8%                | 303                 | HC                  | Es recomana bicicleta de gravel o BTT                      |
| Coll de Triadó                           | Espui                                   | 2169 m              | 933 m               | 11,6 km             | 16%                 | 8,0%                | 231                 | 1                   | Es recomana bicicleta de BTT                               |
| Coll Midós                               | Per Estamariu                           | 2190 m              | 1461 m              | 22,6 km             | 12%                 | 6,4%                | 288                 | HC                  | Es recomana bicicleta de gravel o BTT                      |
| Collada Ampla                            | La Seu d'Urgell                         | 1516 m              | 849 m               | 13,3 km             | 15%                 | 6,3%                | 181                 | 1                   | Es recomana bicicleta de gravel o BTT                      |
| Còth de Varradòs                         | Per Arròs                               | 2047 m              | 1194 m              | 17,5 km             | 14%                 | 6,8%                | 309                 | HC                  | Es recomana bicicleta de gravel o BTT                      |
| Còth de Varradòs                         | Per Salardú                             | 2047 m              | 814 m               | 12,3 km             | 13%                 | 6,4%                | 168                 | 2                   | Es recomana bicicleta de gravel o BTT                      |
| Estany d'Estaniller                      | Lladorre                                | 2264m               | 1247m               | 13,8 km             | 15%                 | 9,0%                | 356                 | HC                  | Es recomana bicicleta de BTT                               |
| Estanys de la Pera                       | Per Arànser                             | 2355 m              | 1436 m              | 26,7 km             | 13%                 | 5,2%                | 257                 | HC                  | Es recomana bicicleta de gravel o BTT                      |
| Pla de Beret                             | Esterri d'Àneu                          | 1840 m              | 1091 m              | 33,4 km             | 20%                 | 3,0%                | 145                 | 1                   | Es recomana bicicleta de gravel o BTT                      |
| Port Colldarnat                          | Carretera C-14                          | 1330 m              | 762 m               | 16,2 km             | 12%                 | 4,7%                | 139                 | 1                   | Es recomana bicicleta de gravel o BTT                      |
| Port de Cabús                            | Creuament L-504                         | 2304 m              | 1560 m              | 27,7 km             | 21%                 | 5,4%                | 337                 | HC                  | Es recomana bicicleta de BTT                               |
| Port de Cabús                            | Alins                                   | 2304 m              | 1310 m              | 19,4 km             | 21%                 | 6,5%                | 305                 | HC                  | Es recomana bicicleta de BTT                               |
| Port Negre d'Urgell                      | Per Estamariu                           | 2605 m              | 1881 m              | 26,7 km             | 27%                 | 6,9%                | 484                 | HC                  | Es recomana bicicleta de BTT o gravel fins a Coll de Pimés |
| Refugi del Pla de la Font                | Per Jou                                 | 2016 m              | 1077 m              | 20,7 km             | 13%                 | 5,2%                | 232                 | 1                   | Es recomana bicicleta de gravel o BTT                      |
| Torreta de l'Orri                        | Per Port Ainé                           | 2423 m              | 1705 m              | 24,3 km             | 12%                 | 6,9%                | 361                 | HC                  | Es recomana bicicleta de gravel o BTT                      |

## Província de Tarragona
| Província de Tarragona                      | Província de Tarragona        | Província de Tarragona | Província de Tarragona | Província de Tarragona | Província de Tarragona | Província de Tarragona | Província de Tarragona | Província de Tarragona | Província de Tarragona                |
| Nom del port                                | Vessant                       | Altura                 | Desnivell              | Longitud               | %màx                   | %mig                   | Coeficient             | Categoria              | Observacions                          |
| ------------------------------------------- | ----------------------------- | ---------------------- | ---------------------- | ---------------------- | ---------------------- | ---------------------- | ---------------------- | ---------------------- | ------------------------------------- |
| Alt de les Basses                           | Picamoixons                   | 393 m                  | 217 m                  | 3,7 km                 | 20%                    | 4,7%                   | 30                     | 3                      | [ 218 ]                               |
| Ascens a Albiol                             | La Selva del Camp             | 822 m                  | 610 m                  | 11,5 km                | 12%                    | 5,3%                   | 106                    | 2                      | [ 219 ]                               |
| Ascens a Arbolí                             | Pantà de Siurana              | 712 m                  | 299 m                  | 6,4 km                 | 17%                    | 4,7%                   | 80                     | 2                      | [ 220 ]                               |
| Ascens a Bellmunt del Priorat               | Barranc de les Calderetes     | 332 m                  | 252 m                  | 4,3 km                 | 13%                    | 5,8%                   | 41                     | 3                      | [ 221 ]                               |
| Ascens a l’Ermita de la Santíssima Trinitat | Barranc de la Masia del Simon | 552 m                  | 155 m                  | 3,1 km                 | 10%                    | 4,8%                   | 28                     | 4                      | [ 222 ]                               |
| Ascens a la Creu de Collredó                | Tortosa                       | 362 m                  | 350 m                  | 5km                    | 12%                    | 5,0%                   | 85                     | 2                      | [ 223 ]                               |
| Ascens a Masllorenç                         | Cruïlla C-51Z                 | 323 m                  | 168 m                  | 6,7 km                 | 7%                     | 2,2%                   | 22                     | 4                      | [ 224 ]                               |
| Ascens a Savallà del Comtat                 | Cruïlla T-224                 | 806 m                  | 196 m                  | 3,6 km                 | 16%                    | 5,4%                   | 46                     | 3                      | [ 225 ]                               |
| Ascens a Segura                             | Cruïlla T-243 / T-224         | 788 m                  | 172 m                  | 3,8 km                 | 7%                     | 4,6%                   | 24                     | 4                      | [ 226 ]                               |
| Ascens al Balneari de Cardó                 | Rasquera                      | 502 m                  | 412 m                  | 9,8km                  | 9%                     | 3,7%                   | 63                     | 2                      | [ 227 ]                               |
| Ascens al Torn                              | Platja del Torn               | 130 m                  | 119 m                  | 1,6 km                 | 11,6%                  | 7,4%                   | 26                     | 4                      | [ 228 ]                               |
| Castell de l'Escornalbou                    | Riudecanyes                   | 586 m                  | 410 m                  | 5,15 km                | 20%                    | 8,0%                   | 106                    | 2                      | [ 229 ]                               |
| Castillejos                                 | Alforja                       | 963 m                  | 579 m                  | 11,1 km                | 12%                    | 5,2%                   | 96                     | 2                      | [ 230 ]                               |
| Coll d'Alforja                              | Les Borges del Camp           | 641 m.                 | 399m                   | 12,7 km                | 6%                     | 3,1%                   | 56                     | 3                      | [ 231 ]                               |
| Coll de Bot                                 | Bot                           | 479 m                  | 183 m                  | 5,6 km                 | 8%                     | 3,2%                   | 25                     | 4                      | [ 232 ]                               |
| Coll de l'Arena                             | L'Espluga de Francolí         | 1034 m                 | 630 m                  | 19,42 km               | 10%                    | 3,3%                   | 84                     | 2                      | [ 233 ]                               |
| Coll de l’Alba                              | Tortosa                       | 335 m                  | 323 m                  | 5km                    | 15%                    | 6,5%                   | 67                     | 2                      | [ 234 ]                               |
| Coll de la Batalla                          | La Selva del Camp             | 463 m                  | 266 m                  | 8,1 km                 | 11%                    | 3,3%                   | 43                     | 3                      | [ 235 ]                               |
| Coll de la Batalla                          | Vilaplana                     | 463 m                  | 109 m                  | 3,6 km                 | 6%                     | 3,0%                   | 19                     | 4                      | [ 235 ]                               |
| Coll de la Teixeta                          | Riudecanyes                   | 537 m                  | 342 m                  | 11,4 km                | 7%                     | 3,0%                   | 50                     | 3                      | [ 236 ]                               |
| Coll de la Torre                            | Vinebre                       | 368 m                  | 332 m                  | 10,3 km                | 8%                     | 3,2%                   | 48                     | 3                      | [ 237 ]                               |
| Coll de les Guixeres                        | Santa Coloma de Queralt       | 801 m                  | 128 m                  | 4,1 km                 | 8%                     | 3,1%                   | 19                     | 4                      | [ 238 ]                               |
| Coll de les Llebres                         | L´Aleixar                     | 980 m                  | 716 m                  | 13,23 km               | 9%                     | 5,4%                   | 120                    | 1                      | [ 239 ]                               |
| Coll de Lilla                               | Valls                         | 580 m                  | 346 m                  | 8,4 km                 | 8%                     | 4,1%                   | 50                     | 3                      | [ 240 ]                               |
| Coll de Lilla                               | Montblanc                     | 580 m                  | 271 m                  | 5,5 km                 | 9%                     | 4,9%                   | 42                     | 3                      | [ 240 ]                               |
| Coll de Som                                 | Benifallet                    | 200 m                  | 180 m                  | 4,3 km                 | 8%                     | 4,2%                   | 25                     | 4                      | [ 241 ]                               |
| Ermita de Santa Magdalena                   | Els Reguers                   | 512 m                  | 401 m                  | 12,5 km                | 11%                    | 3,0%                   | 60                     | 2                      | [ 242 ]                               |
| Mont Caro                                   | Roquetes                      | 1436 m                 | 1427 m                 | 22,6 km                | 18%                    | 6,3%                   | 350                    | HC                     | Final d'etapa de voltes ciclistes     |
| Puig Moltó – Les Àlies                      | Mas de Cavaller               | 175 m                  | 135 m                  | 3,9 km                 | 13%                    | 3,5%                   | 21                     | 4                      | [ 244 ]                               |
| Rojals                                      | Montblanc                     | 978 m                  | 642 m                  | 11,29 km               | 12%                    | 5,7%                   | 108                    | 2                      | [ 245 ]                               |
| Sant Salvador de Margalef                   | Margalef                      | 667 m                  | 300 m                  | 3,6 km                 | 18%                    | 8,3%                   | 85                     | 3                      | [ 246 ]                               |
| Sense asfaltar                              |                               |                        |                        |                        |                        |                        |                        |                        |                                       |
| Coll de la Refoia                           | Xerta                         | 830 m                  | 905 m                  | 17,6 km                | 16%                    | 4,4%                   | 183                    | 1                      | Es recomana bicicleta de BTT          |
| Coll de la Refoia                           | Prat del Comte                | 830 m                  | 583 m                  | 7,1 km                 | 14%                    | 8,0%                   | 152                    | 1                      | Es recomana bicicleta de BTT          |
| Tossal d'Engrilló                           | Xerta                         | 1046 m                 | 1130 m                 | 20,2 km                | 24%                    | 4,9%                   | 303                    | HC                     | Es recomana bicicleta de gravel o BTT |

## Colls de més dificultat de Catalunya
| Num. | Nom del port     | Vessant                                   | Altura | Desnivell | Longitud | %màx | %mig | Coeficient | Categoria | Observacions                      |
| ---- | ---------------- | ----------------------------------------- | ------ | --------- | -------- | ---- | ---- | ---------- | --------- | --------------------------------- |
| 1    | Coll de Pradell  | Coll de Fumanya                           | 1732 m | 1080 m    | 17,1 km  | 23%  | 6,3% | 366        | HC        | Port més dur de Catalunya         |
| 2    | Mont Caro        | Roquetes                                  | 1436 m | 1427 m    | 22,6 km  | 18%  | 6,3% | 350        | HC        | Final d'etapa de voltes ciclistes |
| 3    | Alt del Montnou  | Orrit-Odèn                                | 1761 m | 1011 m    | 16,8 km  | 20%  | 6,0% | 325        | HC        | [ 148 ]                           |
| 4    | Turó de l'Home   | Mosqueroles                               | 1654 m | 1493 m    | 25,6 km  | 14%  | 5,8% | 303        | HC        | [ 85 ]                            |
| 5    | Rasos de Peguera | Vallcebre-Coll de Fumanya-Coll de Peguera | 1893 m | 1189 m    | 22,3 km  | 23%  | 5,3% | 302        | HC        | Té un tram sense asfaltar         |
| 6    | Coll de Pradell  | Vallcebre                                 | 1732 m | 1028 m    | 15,3 km  | 23%  | 6,7% | 290        | HC        | [ 40 ]                            |
| 7    | Coll de Pal      | Bagà                                      | 2104m  | 1285m     | 19,3 km  | 13%  | 6,6% | 271        | HC        | Segon port més alt de Catalunya   |
| 8    | Rasos de Peguera | La Baells                                 | 1893 m | 1263 m    | 19,3 km. | 13%  | 6,5% | 261        | HC        | [ 72 ]                            |
| 9    | Port Ainé        | Roní                                      | 1970 m | 1230 m    | 18,75 km | 13%  | 6,5% | 253        | HC        | Final d'etapa de voltes ciclistes |
| 10   | Coll de Peguera  | Vallcebre-Coll de Fumanya                 | 1718 m | 1014 m    | 17,8 km  | 23%  | 5,7% | 246        | HC        | [ 27 ]                            |